# Kurt Baker
Kurt Baker (Palmerston North, 7 de outubro de 1988) é um jogador de rugby sevens neozelandês.

## Carreira
Ao sair da escola, Baker foi contratado pela Manawatu Rugby Union. Em seu segundo ano fora da escola, ele fez parte da equipe do campeonato nacional provincial de 2008 de Manawatu. Ele integrou a Seleção Neozelandesa de Rugby Sevens Masculino nos Jogos Olímpicos de Verão de 2020 em Tóquio, quando conquistou a medalha de prata após confronto com a equipe das Fiji na final.